# Glas Istre
Glas Istre (lett. "Voce dell'Istria") è un quotidiano regionale croato pubblicato a Pola che pubblica notizie di attualità della regione istriana, nel nord-ovest del paese. Istituito nel 1943 come bollettino regionale dei partigiani jugoslavi, il giornale continuò ad essere pubblicato dopo la seconda guerra mondiale e divenne un quotidiano nel novembre 1969.
Il giornale ha trascorso la maggior parte della sua storia successiva come supplemento regionale pubblicato nel quotidiano fiumano a circolazione nazionale Novi list e tra il 1979 e il 1991 il caporedattore di Novi list è stato anche responsabile di Glas Istre. Negli anni '90 il giornale è diventato sempre più indipendente dalla pubblicazione principale e alla fine si è evoluto in un quotidiano regionale separato.